# Ụ
Cette page contient des caractères spéciaux ou non latins. S’ils s’affichent mal (▯, ?, etc.), consultez la page d’aide Unicode.
Ụ, ou U point souscrit, est un graphème utilisé dans l'alphabet pan-nigérian, notamment pour l'abua, l’efik, l’ekpeye, l’ibibio, l’igbo, et l’izon. Il est aussi utilisé en mundani, en nyakyusa et en vietnamien. Il s'agit de la lettre U diacritée d'un point souscrit.

## Utilisation
En Igbo et izon, le Ụ représente la voyelle pré-fermée postérieure arrondie /ʊ/. Il peut être combiné avec un accent indiquant un ton, par exemple : ụ́, ụ̀.
En vietnamien le Ụ représente le son /u/ avec le ton descendant glottalisé /u˧˨ˀ/.

## Représentations informatiques
Le U point souscrit peut être représente avec les caractères Unicode suivants :
- précomposé (Latin étendu A) :

| formes    | représentations | chaînes de caractères | points de code | descriptions                             |
| --------- | --------------- | --------------------- | -------------- | ---------------------------------------- |
| capitale  | Ụ               | Ụ                     | U+1EE4         | lettre majuscule latine u point souscrit |
| minuscule | ụ               | ụ                     | U+1EE5         | lettre minuscule latine u point souscrit |

- décomposé (latin de base, diacritiques) :

| formes    | représentations | chaînes de caractères | points de code | descriptions                                         |
| --------- | --------------- | --------------------- | -------------- | ---------------------------------------------------- |
| capitale  | Ụ               | U◌̣                    | U+0055 U+0323  | lettre majuscule latine u diacritique point souscrit |
| minuscule | ụ               | u◌̣                    | U+0075 U+0323  | lettre minuscule latine u diacritique point souscrit |